# Cissus ellenbeckii
Cissus ellenbeckii är en vinväxtart som beskrevs av Gilg & Brandt. Cissus ellenbeckii ingår i släktet Cissus och familjen vinväxter. Inga underarter finns listade i Catalogue of Life.